# ماکسیم ریژنکوف
ماکسیم ولادیمیرویچ ریژنکوف ( به بلاروسی : Максім Уладзіміравіч Рыжанкоў ،  ؛ زاده 19 ژوئن 1972) سیاستمدار بلاروسی که از 27 ژوئن 2024 بعنوان وزیر خارجه بلاروس خدمت میکند.

## زندگینامه

### اوایل زندگی
ماکسیم ریژنکوف در 19 ژوئن 1972 در مینسک متولد شد. او پسر ولادیمیر ریژنکوف است که از سال 1991 تا 1996 به عنوان رئیس کمیته المپیک بلاروس و از سال 1995 تا 1996 به عنوان وزیر ورزش خدمت کرد.
او در سال ۱۹۹۴ با مدرک حقوق بین‌الملل از دانشکده حقوق دانشگاه دولتی بلاروس فارغ‌التحصیل شد. 
در سال 2003، او مدرک مدیریت ایالتی و محلی را از آکادمی ریاست جمهوری مدیریت عمومی دریافت کرد .

### شغل
ماکسیم ریژنکوف در سال ۱۹۹۴ به وزارت امور خارجه بلاروس پیوست. او از سال ۱۹۹۶ تا ۲۰۰۰ در سفارت بلاروس در اسرائیل و از سال ۲۰۰۳ تا ۲۰۰۵ در سفارت لهستان خدمت کرد. 
بین سال‌های ۲۰۰۶ تا ۲۰۱۲، او ریاست بخش سیاست خارجی نهاد ریاست جمهوری را بر عهده داشت. در سال ۲۰۱۲، او به عنوان دستیار رئیس جمهور در امور ورزش و گردشگری منصوب شد.
پس از انتصاب کوتاه مدت به عنوان نایب رئیس کمیته ملی المپیک از سال 2015 تا 2016،  او به نهاد ریاست جمهوری بازگشت و از 21 دسامبر 2016  تا 27 ژوئن 2024 به عنوان معاون اول رئیس جمهور خدمت کرد و در این مدت به عنوان وزیر امور خارجه منصوب شد.
از سال ۲۰۱۴، او همچنین رئیس فدراسیون بسکتبال بلاروس بوده است . 
ماکسیم ریژنکوف دارای رتبه دیپلماتیک سفیر فوق‌العاده و تام‌الاختیار است. 

## تحریم های بین المللی
پس از انتخابات ریاست جمهوری بلاروس در سال 2020 ، ریژنکوف به فهرست‌های مختلف تحریم‌ها اضافه شد، ابتدا توسط کشورهای بالتیک در اواخر آگوست 2020،  سپس توسط اتحادیه اروپا،  بریتانیا،  و کانادا  در ژوئن 2021، و اندکی پس از آن توسط سوئیس،  و چندین کشور همسو با اتحادیه اروپا. 

## زندگی شخصی
ماکسیم ریژنکوف با همسر سابق پاول لاتوشکو ازدواج کرده است ، آنها یک دختر دارند که در سال 2008 متولد شده است. 
او به زبان‌های انگلیسی و لهستانی صحبت می‌کند. 